# Zha Shibiao

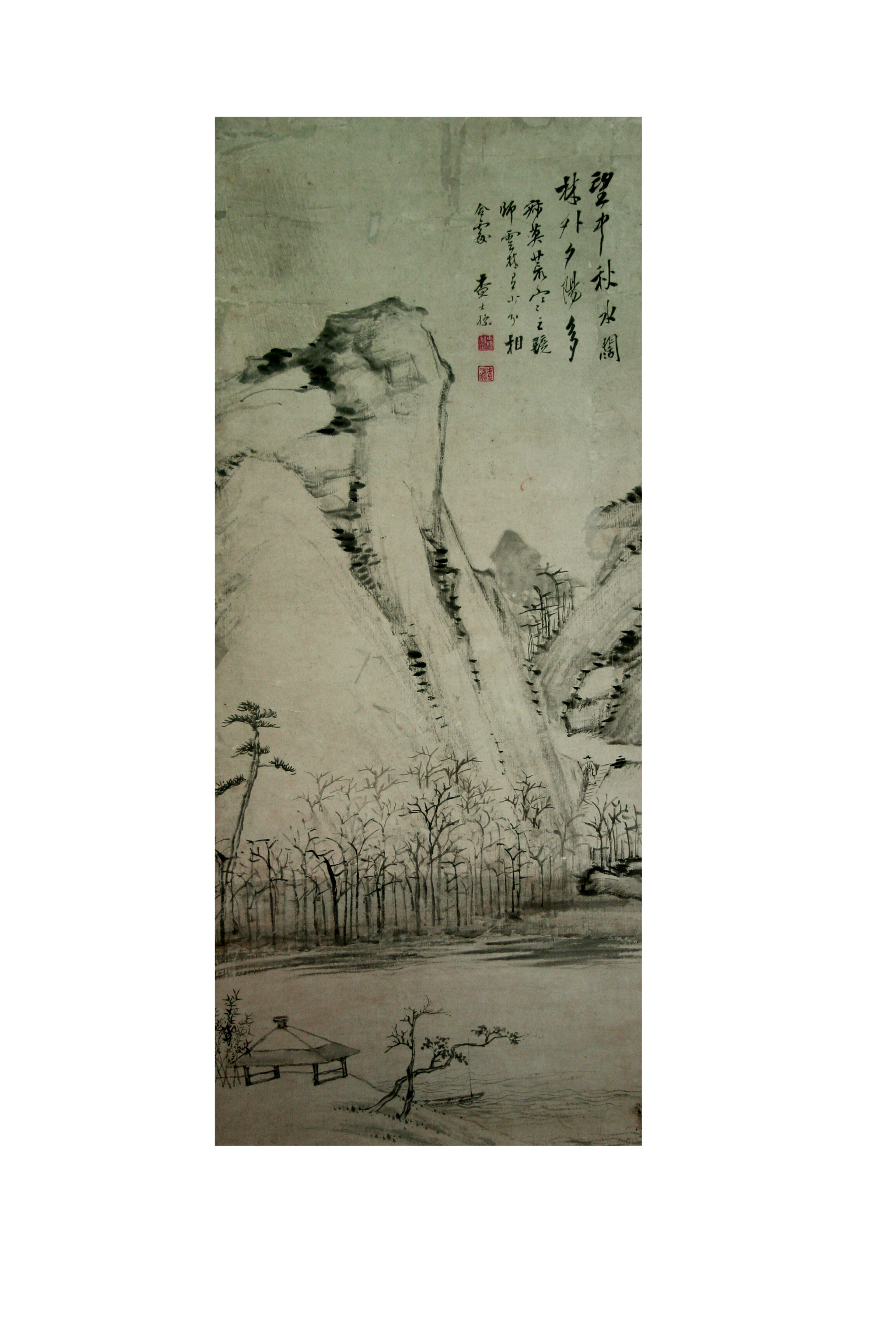
Pintura de Zha Shibiao (Col·lecció Nantoyōsō, Japó)

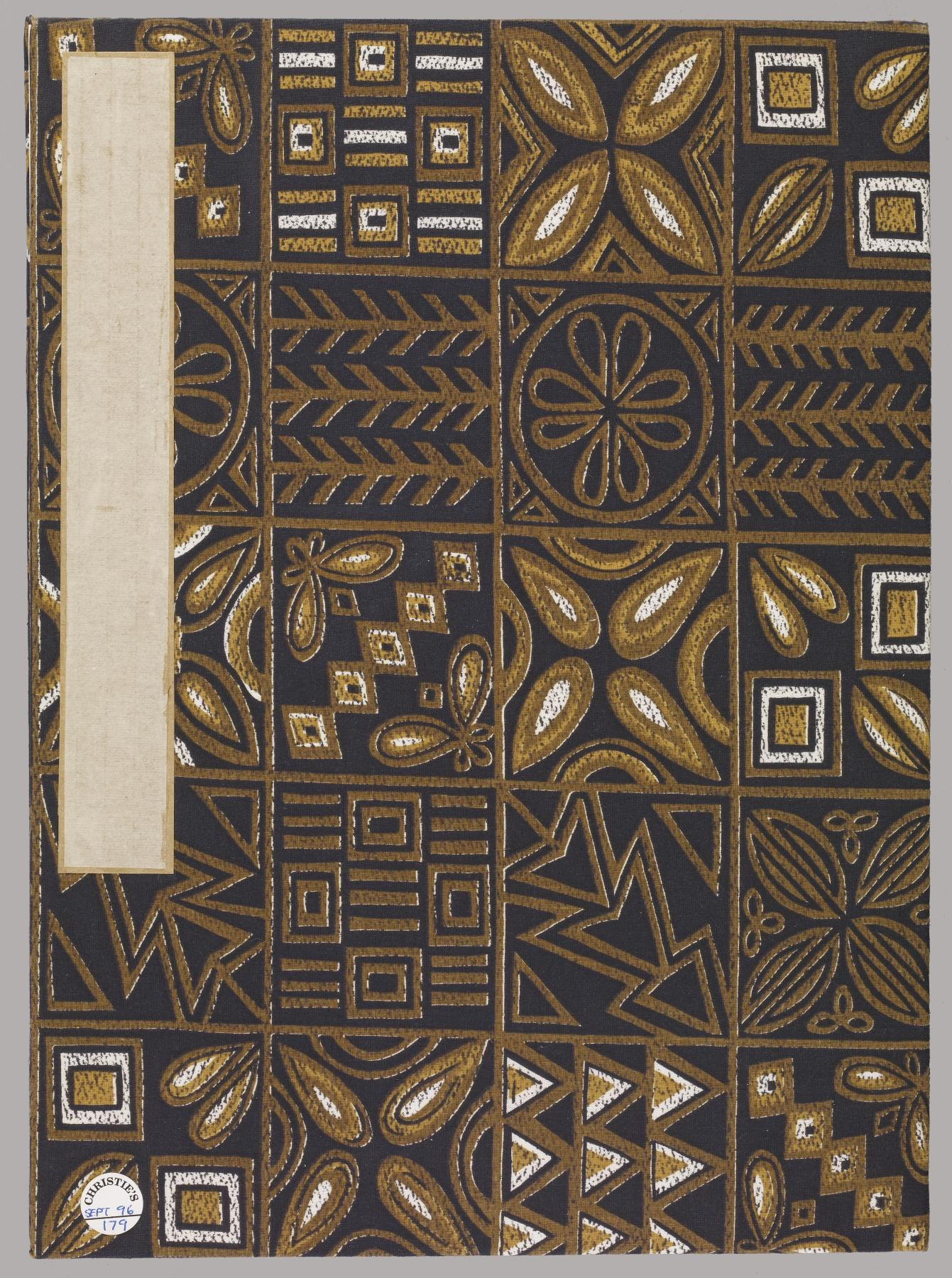
Àlbum de paisatges

Zha Shibiao (xinès simplificat: 查士标; xinès tradicional: 查士標; pinyin: Chá Shì biāo) fou un pintor, poeta, escriptor i cal·lígraf que va viure sota la dinastia Ming, en el seu període final, i en els inicis de la nova dinastia manxú, els Qing.

## Dades biogràfiques
Zha era originari de Xiuning, província d'Anhui. Va néixer l'any 1615, en una família d'aristòcrates Ming i col·leccionistes d'art (ell mateix va arribar a ser-ne un). Va morir el 1698. Va superar els exàmens per a ser un funcionari imperial però va abandonar l'alt càrrec que ocupava arran de la conquesta manxú que imposaria la dinastia Qing El 1670 va anar a Yangzhou. Com a cal·lígraf va rebre la influència de Dong Qichang i Mi Fu.

## Obra pictòrica
Notable pintor paisatgista que s'inspirà en els estils de Huang Gongwang, Ni Zan i Dong Qichang, però aconseguint-ne un de característiques personals que va anar canviant al final de la seva vida, considerat més expressiu. Va ser un dels denominats “eremites individualistes”. Era considerat un dels quatre mestres de l'”Escola de Pintura Xin'an”, essent els altres: Hong Ren, Xiao Yuncong i Mei Qing (font: James Elkin). Aquest grup realitzava les seves obres amb pinzell sec i les seves composicions eren disperses. És l'autor d'un estudi sobre art dedicat a Zhong Shu.